# سيفالوريدين
سيفالوريدين (Cefaloridine) مضاد حيوي من زمرة السيفالوسبورينات الجيل الأول، وهو مشتق نصف صنعي للسيفالوسبورين C.

## التاريخ
منذ اكتشاف السيفالوسبورين P، N و C في عام 1948 كانت هناك العديد من الدراسات التي تصف عمل المضادات الحيوية من السيفالوسبورينات وإمكانية تجميع المشتقات. التحلل المائي لمركبات السيفالوسبورينات C، بعزل حامض 7- أمينو سيفالو سبورانيك وإضافة السلاسل الجانبية فتح إمكانية لإنتاج مختلف السيفالوسبورين شبه الاصطناعية. في عام 1962 ادخل، سيفالوتين وسيفالوريدين .

## التخليق
يتم تخليق السيفالوريدين من السيفالوتين Cephalotin والبيريدين بعملية نزع الأستلة deacetylation. ويتم ذلك بتسخين مزيج مائي من السيفالوتين والثيوسيانات والبيريدين وحمض الفوسفور لعدة ساعات. وبعد التبريد، يمدد بالماء وتضبط درجة الباهاء بحمض معدني، فتترسب أملاح ثيوسيانات السيفالوريدين. والتي يمكن أن تتم تنقيتها وتحويلها إلى سيفالوريدين بضبط درجة الباهاء أو عن طريق التفاعل مع الراتنجات المبادلة للشوارد.

## الاستخدام الطبي
قبل عام 1970، استخدم السيفالوريدين لعلاج المرضى المصابين بالتهابات المسالك البولية. وقد استخدم أيضاً بنجاح لعلاج العديد من التهابات الجهاز التنفسي السفلي. السيفالوريدين فعّال جداً بمعالجة الالتهاب الرئوي بالمكورات الرئوية. وحقق نسب نجاح عالية سريرياً وبكتريولوجياً في التهابات المكورات العنقودية والعقدية.

## الحركية

### الإمتاص
- يمتص السيفالوريدين بسهولة بعد الحقن العضلي وبشكل ضعيف من الجهاز الهضمي.[6]

### التوزع
يتوزع السيفالوريدين بشكل جيد في الكبد وجدار المعدة والرئة والطحال، وقد وجد أيضاً في الجروح الحديثة بعد ساعة واحدة من الحقن. ويخترق السائل الدماغي الشوكي بشكل ضعيف وقد وجد بكميات ضئيلة في القشرة المخية.

### الحمل
عندما تعطى الحامل سيفالوريدين، فإنّ الدواء يعبر المشيمة.

## الاستقلاب والإطراح
أظهرت عينات البول عدم وجود أي مستقلبات أخرى فعّالة ميكروبيولوجياً ما عدا السيفالوريدين، أي أن السيفالوريدين يطرح كما هو بدون تغيير.

## السمية
يمكن أن يسبب السيفالوريدين فشل كلوي.
بعض أعراض الفشل الكلوي الناتم عن السيفالوريدين: قد يكون غير مصحوب بأعراض، بيلة الأنزيم enzymuria، بيلة البروتين proteinuria، نخر نبيبي tubular necrosis، ارتفاع مستوى البولة بالدم، فقر الدم، ارتفاع مستوى شاردة الهيدروجين بالدم، التعب، ارتفاع ضغط الدم، ارتفاع مستوى الكهارل في الدم، خلل وظيفي في الكلى، فشل كلوي، اختلال التوازن المائي للجسم واختلال التوازن الشاردي.
المضاعفات الناجمة عن السيفالوريدين تتضمن: حدوث نوبة seizures، الغيبوبة، الفشل الكلوي المزمن، الفشل الكلوي الحاد، والموت.